# قرار مجلس الأمن التابع للأمم المتحدة رقم 1036
قرار مجلس الأمن التابع للأمم المتحدة 1036 ، الذي اتخذ بالإجماع في 12 يناير 1996 ، بعد إعادة تأكيد جميع القرارات المتعلقة بجورجيا، ولا سيما القرار 993 (1995) ، ناقش المجلس الجهود الرامية إلى تسوية سياسية بين جورجيا وأبخازيا ، ومدد ولاية بعثة مراقبي الأمم المتحدة في جورجيا لفترة ستة أشهر أخرى حتى 12 يوليو 1996.

## وصلات خارجية
- Text of the Resolution at undocs.org